# 16028 Anushree
16028 Anushree è un asteroide della fascia principale. Scoperto nel 1999, presenta un'orbita caratterizzata da un semiasse maggiore pari a 2,3336535 au e da un'eccentricità di 0,0505730, inclinata di 11,82046° rispetto all'eclittica.